# Чезиомаджоре
Чезиомаджо̀ре (на италиански: Cesiomaggiore; на венециански: Žess, Жес) е малко градче и община в Северна Италия, провинция Белуно, регион Венето. Разположено е на 479 m надморска височина. Населението на общината е 4055 души (към 2014 г.).